# La camera di Giovanni
La camera di Giovanni (titolo originale: Giovanni's Room) è il secondo romanzo dello scrittore afroamericano James Baldwin, pubblicato per la prima volta nel 1956. Secondo la critica il libro è degno di nota per l'aver portato alla luce, per la prima volta, rappresentazioni complesse dei sentimenti omoerotici ad un ampio pubblico di lettori, e questo con empatia ed abilità narrativa; favorendo così anche in tal maniera un discorso pubblico più vasto sulle questioni riguardanti l'orientamento omosessuale.
La storia si concentra sugli eventi della vita d'un giovane uomo statunitense che vive a Parigi, coi suoi sentimenti e frustrazioni riguardanti i propri rapporti con altri uomini. L'intera vicenda è narrata in prima persona da David, la cui fidanzata si è diretta da sola in Spagna: rimasto a Parigi inizia una relazione amorosa con un giovane ragazzo italiano di nome Giovanni conosciuto in un bar gay della capitale francese dove lavora come inserviente al bancone.

## Trama
Dal sud della Francia, ove si trova in quel momento, David è in procinto di tornare a Parigi in treno; la sua ragazza, Hella, è tornata anzitempo in patria; quanto a Giovanni, egli sta per subire la pena della ghigliottina. Comincia così a riportare tutto ciò ch'è accaduto fino a quel momento.
David ricorda la prima esperienza sessuale avuta da adolescente insieme ad un altro ragazzo, Joey, quando viveva a Brooklyn. La mattina seguente, però, David aveva rifiutato anche con se stesso ciò che era accaduto la notte precedente e per scordarsene completamente si era allontanato da Joey. David vive assieme al padre, un uomo col vizio del bere, ed alla zia Ellen; il ragazzo col tempo prende il cattivo esempio ed una sera, ubriaco, provoca un incidente con l'automobile. Lasciato anzitempo il college, prova a cercare un lavoro e, infine, decide di trasferirsi in Francia per "andare alla ricerca di se stesso".
Dopo un anno trascorso a Parigi, senza più un soldo, prova a chiamare Jacques, un conoscente omosessuale (un vecchio uomo d'affari benestante), per chiedergli un prestito; i due uomini si dirigono, poi, al gay bar di proprietà di un certo Guillaume. Qui David vede per la prima volta Giovanni, il nuovo giovane barista, ed iniziano subito a chiacchierare divenendo ben presto amici. Più tardi, vanno tutti e tre in un ristorante sito a Les Halles e qui, mentre degustano ostriche annaffiate da buon vino bianco, Jacques consiglia a David di non vergognarsi di provare sentimenti d'amore nei confronti d'un altro uomo. Giovanni, nel frattempo, sta raccontando di come abbia conosciuto Guillaume in un cinema e di come questi, vistolo affamato, l'abbia invitato a cena. Al termine della serata, Giovanni torna nella sua camera, accompagnato da David, e qui i due hanno un rapporto sessuale.
David finisce con il trasferirsi nella piccola stanza in affitto del ragazzo; insieme affrontano anche l'argomento riguardante la fidanzata dell'americano, Hella, ma Giovanni sembra non preoccuparsene particolarmente, convinto com'è che la donna in ogni caso debba rimaner sottomessa all'uomo qualunque decisione questi prenda. In una successiva lettera, la ragazza annuncia che sta per tornar e David, preso da scrupoli, per convincersi che in realtà lui non sia affatto gay, cerca immediatamente una donna; incontra Sue, bionda e abbondante, in un locale e finisce a letto con lei. Ora David si sente più tranquillo e può tornare da Giovanni ma, appena entrato nella sua stanza vi trova il ragazzo in piena crisi per esser stato licenziato dal bar di Guillaume.
Tornata Hella, David lascia la camera di Giovanni e senza avvisarlo, scompare; invia, intanto, una lettera al padre chiedendogli i soldi per poter sposarsi; in seguito all'interno d'una libreria la coppia incontra proprio Jacques e Giovanni: alla ragazza non piace affatto il primo, coi suoi atteggiamenti. Lasciata Hella in albergo, David si dirige da Giovanni e, nella sua camera, tenta di convincerlo dell'impossibilità d'aver una vita in comune e che se continuasse a rimaner con lui dovrebbe sacrificar la propria virilità. Giovanni, di contro, lo accusa di non averlo mai amato, accettando, comunque, quella che lui definisce une séparation de corps. In seguito, David s'imbatte più volte nel ragazzo e rimane sconvolto nel veder come questi, preso l'esempio di Jacques col quale ha iniziato a frequentare per necessità, si atteggi sempre più come lui: più tardi, però, viene a sapere che i due non stanno più assieme e si sente sollevato.
La notizia della morte di Guillaume, il proprietario del bar in cui lavorava Giovanni, coglie del tutto alla sprovvista David; cominciano a circolar notizie su come Giovanni, tornato dall'uomo per chiedergli d'esser assunto nuovamente, abbia finito per sottostar alle sue richieste finendo a letto con lui. David si convince che così il ragazzo abbia sacrificato la propria dignità fino al punto di non ritorno. È accaduto che Guillaume, dopo l'atto, abbia rifiutato con sprezzo di riassumere Giovanni, affermando che, dopo la fine della sua storia con David, avesse perso quell'aura di mistero così interessante per i clienti del bar. Il ragazzo, preso da rabbia incontrollabile, ha così strangolato l'uomo.
Giovanni prova a nascondersi, ma viene presto scovato dalla polizia e condannato a morte per omicidio. Turbato dalla notizia dell'imminente esecuzione di Giovanni, litiga con Hella e scappa via in direzione di Nizza, dove va alla ricerca di qualche marinaio, con cui poter trascorrer qualche ora d'intimità. Scoperto da Hella, viene da questa abbandonato. Il giorno dell'esecuzione, David si trova nel sud della Francia e sta per traslocare; la vecchia padrona di casa lo incoraggia a sposarsi ed aver dei bambini, come fanno tutti. Prima di lasciare la casa, David immagina gli attimi che precedono l'esecuzione di Giovanni, mentre specchia il suo corpo nudo davanti ad uno specchio. Poi esce e strappa la busta che conteneva la data dell'esecuzione.

## Edizioni italiane
- La camera di Giovanni, traduzione di Paolo C. Gajani, Collana Il bosco n.105, Milano, Mondadori, aprile 1962. - Introduzione di Barbara Lanati, Collana Oscar n.1371, Milano, Mondadori, 1981.
- La stanza di Giovanni, traduzione di Alessandro Clericuzio, Prefazione e cura di Maria Giulia Fabi, Collana Pan narrativa n.12, Firenze, Le Lettere, 2001, ISBN 978-88-716-6572-6.
- La stanza di Giovanni, traduzione di Alessandro Clericuzio, Postfazione di Colm Tóibín, Roma, Fandango Libri, 2017, ISBN 978-88-604-4523-0.